# Barichneumon chionomus
Barichneumon chionomus là một loài tò vò trong họ Ichneumonidae.